# National Industrial Basketball League
La National Industrial Basketball League, nota anche con l'acronimo NIBL, è stata una lega di pallacanestro degli Stati Uniti, attiva dal 1947 fino al 1963. 

## Storia
La NIBL nacque nel 1947 come lega dilettantistica, e vi partecipavano squadre sponsorizzate da grandi industrie statunitensi. Il carattere amatoriale, riconosciuto dalla FIBA, permise ai giocatori della NIBL di partecipare ai Giochi olimpici, atteso che all'epoca potevano prendervi parte solamente atleti non professionisti. Nella NIBL militavano anche atleti diplomati al college, che avevano nella NIBL una alternativa al professionismo: le aziende che sponsorizzavano le squadre offrivano loro, infatti, la possibilità di intraprendere una carriera manageriale una volta terminata l'esperienza cestistica. Tra i giocatori di college che militarono nella NIBL, il nome più noto è quello di Bob Kurland, giocatore dei Phillips 66ers e due volte medaglia d'oro olimpica con la Nazionale statunitense.
La prima stagione vide la presenza di cinque squadre: Milwaukee Harnischfegers, Peoria Cats, Milwaukee Allen-Bradleys, Akron Goodyear Wingfoots, e Fort Wayne General Electrics. A vincere furono gli Harnischfegers, che conclusero senza sconfitte. 
Progressivamente la lega si espanse e crebbe di importanza: la squadra che rappresentò gli Stati Uniti al Mondiale 1950 era composta esclusivamente da giocatori dei Denver Chevvies (squadra proprio della NIBL), incluso l'allenatore Gordon Carpenter. Nella stagione 1951-1952 furono 11 le squadre della NIBL, finché nel 1955-1956 si tornò nuovamente a 5 squadre partecipanti. La NIBL cessò di esistere nel 1961, quando si trasformò e mutò denominazione in National Alliance of Basketball Leagues (NABL).

## Albo d'oro
- 1947-48 Milwaukee Harnischfegers
- 1948-49 Bartlesville Phillips 66ers
- 1949-50 Bartlesville Phillips 66ers
- 1950-51 Bartlesville Phillips 66ers
- 1951-52 Bartlesville Phillips 66ers
- 1952-53 Bartlesville Phillips 66ers
- 1953-54 Bartlesville Phillips 66ers / Peoria Caterpillars
- 1954-55 Bartlesville Phillips 66ers
- 1955-56 Bartlesville Phillips 66ers
- 1956-57 Bartlesville Phillips 66ers
- 1957-58 Bartlesville Phillips 66ers/ Wichita Vickers
- 1958-59 Denver-Chicago Truckers
- 1959-60 Bartlesville Phillips 66ers
- 1960-61 Cleveland Pipers